# Тршћански партизански хор Пинко Томажич
Тршћански партизански певачки хор Пинко Томажич највећи је словеначки партизански хор и важан културни сегмент словеначке заједнице у Италији.
Партизански певачки хор из Трста изводи песме на тему НОБ-а са нагласком на југословенске и словеначке партизанске песме. Хор је основан 1972. године у Базовици код Трста на иницијативу бивших партизана и као такав је важан културни елемент словеначког заједнице у Италији. Са око шездесет чланова такође је највећи словеначки партизански хор.
Хор је основао и највећи део времена руководио диригент Оскар Кјудер, данас је на челу диригенткиња Пија Цах.
Хор је имао преко 1.000 наступа широм света од који су у постјугослованском периоду једани од највећих концерата одржани 2012. и 2013. години у Цанкаровом дому и у арени Стожице у Љубљани.